# S450-es személyvonat
Az S450-es személyvonat egy személyvonat volt Székesfehérvár vasútállomás és Sárbogárd, később Cece vasútállomás között, ami 2014-től 2021-ig járt.

## Története
2013-ban elkezdték bevezetni a viszonylatjelzéseket a budapesti elővárosi vasútvonalakon, majd kis részben az országos vasúti közlekedésben is. Az augusztusi próbaüzemet követően december 15-től először a Déli pályaudvarra érkező összes vonat kapott S-, G- vagy Z- előtagot (Személy, Gyors, Zónázó) és két számból álló utótagot, majd 2014-ben az összes többi budapesti elővárosi vonat, illetve néhány egyéb járat, köztük ez is. A Budapestet érintő vonatok két, míg a fővárost nem érintő vonatok három számjegyű számokat kaptak. Ezen logika mentén a vasútvonal számozása alapján a 45-ös számú vasútvonalon közlekedő, addig elnevezés nélküli, Székesfehérvár és Sárbogárd közt közlekedő személyvonat 2014. december 14-én S450-es jelzést kapott. Napi 2-3 pár vonat közlekedett Székesfehérvár és Sárbogárd között. Később egyes járatok végállomása Cecére került. Sárbogárd felé 1-2 pár, Cece felé napi 1 pár vonat járt. A korokoronavírus-járvány során bevezetett „járványügyi” menetrend alatt ideiglenesen egy pár vonat járt a vonalon. A járatok ötjegyű mellékvonali vonatszámot viseltek, amely 384-gyel kezdődött.
2021. április 11-étől Gemenc InterRégió közlekedik helyette 2 órás ütemben Székesfehérvár és Baja között. A járatok 83-mal kezdődő négyjegyű vonatszámot viselnek.

## Útvonala
| 0  | Székesfehérvár végállomás | 90 | 13, 13A, 13G, 13Y, 20, 30, 31, 31E, 32, 33, 34, 35, 36, 37, 38, 40, 41, 43, 44 1808, 7315, 7398, 8010, 8011, 8013, 8082, 8086, 8092, 8093, 8624 S30 , G30 , Z30 , S34 , S35 , G43 , S150 , S440 , IC, sebesvonat, gyorsvonat, expresszvonat, személyvonat |
| 16 | Belsőbáránd               | 71 | 8040 |
| 29 | Aba-Sárkeresztúr          | 58 | 8040, 8046, 8048, 8049 |
| 65 | Sárbogárd                 | 36 | 8040, 8046, 8047, 8049, 8226, 8227, 8255, 8264, 8271, 8272, 8274, 8276, 8280 S40 , IC, InterRégió |
| 79 | Rétszilas                 | 8  | S40 , S431 , S432 |
| 84 | Cece végállomás           | 0  | 5413, 5457, 5502, 5555, 5562 S431 S432 , InterRégió |